# Lista de festivais de cinema
Este artigo é uma lista de festivais de cinema, organizada por país. Para prêmios, consulte também a lista de prêmios de cinema.

## Alemanha
- Berlinale (ou Festival de Berlim)
- Biberach Independent Film Festival
- Internationales Filmfestival Landau - La.Meko
- International Short Film Festival Oberhausen

## Angola
- Festival Internacional de Cinema Luanda, FIC Luanda (desde 2008)
- Festival Internacional de Curta Metragem da Kianda (FESC-KIANDA) (desde 2020)
- Viana CineFest (desde 2020)
- Festival Internacional de Cinema Pan-Africano de Luanda, PAFF (desde 2022)
- Festival Internacional de Cinema Documental, Doc Luanda (desde 2022)

## Áustria
- Crossing Europe, Linz
- Diagonale, Graz
- identities, Viena
- Vienna Independent Shorts, Viena
- Viennale, Viena

## Brasil
- Amazonas Film Festival
- Anima Mundi
- Arquivo em Cartaz
- Cinefantasy - Festival Internacional de Cinema Fantástico[1]
- CRASH – Mostra Internacional de Cinema Fantástico (Mostra Crash)[2]
- Curta Taquary
- Curta Brasília
- Cine Ceará - Festival Iberoamericano de Cinema
- Cine PE - Festival do Audiovisual
- CineSerra
- Cel.U.Cine - Festival de Micrometragens
- É Tudo Verdade
- Fantaspoa - Festival de Cinema Fantástico de Porto Alegre[3]
- Festival Assim Vivemos
- Festival Curta Campos do Jordão
- Festival de Cinema do Paraná
- Festival de Cinema da Bienal Internacional de Curitiba (FICBIC)
- Festival de Cinema de Gramado
- Festival de Cinema de Brasília
- Fest Cine Maringá
- Fest Aruanda do Audiovisual Brasileiro
- Festival de Cinema de Maringá
- Festival de Cinema de Campina Grande
- Festival de Cinema de Futebol (Cinefoot)
- Festival de Cinema e Vídeo de Cuiabá (Cinemato)
- Festival de Cinema de Vassouras
- Festival Ecrã
- Festival Ver e Fazer Filmes
- Festival do Rio - Festival Internacional de Cinema do Rio de Janeiro
- Festival Brasileiro de Cinema Preto e Branco
- Festival de Cinema de Países de Língua Portuguesa (CinePort)
- Festival de Filmes Outdoor Rocky Spirit
- Festival Guarnicê Cinema
- Festival Internacional de Curtas de Belo Horizonte
- Festival Internacional de Cinema de Brasília  (FIC Brasília)
- Festival Brasil de Cinema Internacional
- Festival In-Edit Brasil
- Festival Internacional de Cinema Feminino (Femina)
- Festival Internacional de curtas-metragens de São Paulo
- Festival Internacional de Curtas do Rio de Janeiro
- Festival Internacional de Cinema de Realizadoras (FINCAR)
- Festival Internacional de Cinema do Brasil
- Festival Internacional de Cinema e Vídeo Ambiental (FICA)
- Festival Kinoarte de Cinema (antiga Mostra Londrina de Cinema)
- Festival do Jornal do Brasil
- Festival do Livre Olhar (FLÔ)
- Festival do Minuto
- FICI - Festival Internacional de Cinema Infantil
- Mostra de Cinema de Tiradentes
- Mostra do Filme Livre
- Mostra Internacional de Cinema de São Paulo
- Mostra de Cinema Mundial (Indie)
- Mostra Curta Fantástico
- Festival Cinema com Farinha
- Mostra Internacional de Filmes de Montanha
- Festival Mix Brasil de Cultura da Diversidade
- Festival Mundial do Minuto
- Jornada Internacional de Cinema da Bahia
- Mostra MacaBRo - MacaBRo – Horror Brasileiro Contemporâneo[4]
- Festival de Cinema Italiano[5]
- Granimado
- Histórias Curtas
- Recine
- Santa Maria Vídeo e Cinema
- Vitória Cine Vídeo
- Super Festival Nacional do Filme Super 8
- Festival Internacional de Cinema em Super 8 de Curitiba
- EducAção - Festival Intercacional de Cinema Educação e Preservação

## Burkina Faso
- Festival Pan-Africano de Cinema e de Televisão de Ouagadougou (Fespaco)

## Cabo Verde
- Maio.Doc (pela portuguesa Realficção), Mindelo, desde 2007
- Cabo Verde International Film Festival (CVIFF), Ilha do Sal, desde 2010
- PLATEAU - Festival Internacional de Cinema da Praia (PIFF), Praia, desde 2014
- DjarFogo International Film Festival (DIFF), Praia, desde 2019

## Canadá
- Festival de Filmes do Mundo de Montréal
- Encontros Internacionais do Documentário de Montréal
- Festival do Cinema Novo de Montréal
- Festival de Cinema de Toronto
- Brazilian Film Festival of Toronto
- UpTo3´- Brazilian Short Animation & New Media Exhibition of Toronto - Festival de Novas Mídias de até 3 minutos
- Pink Latino Diversity Festival
- Toronto After Dark Film Festival
- Calgary Underground Film Festival

## Chile
- DIVA Film Fetival
- FEMCINE - Festival Cine de Mujeres

## Cuba
- Festival de Havana
- Festival Internacional de Cine de Gibara (FICGibara, até 2003 denominado Festival Internacional de Cine Pobre de Gibara)

## Egito
- Festival Internacional de Cinema do Cairo

## Eslovénia
- Grossmann Fantastic Film and Wine Festival

## Espanha
- Festival Internacional de Cinema de San Sebastián
- Festival de Cinema de Pamplona
- Festival Punto de Vista (Festival Internacional de Cinema Documental de Navarra)
- Semana Internacional de Cine de Valladolid
- Sitges – Festival Internacional de Cinema Fantàstic de Catalunya

## Estados Unidos
- Los Angeles Brazilian Film Festival
- Festival Sundance de Cinema
- Tribeca
- Festival de Cinema de Nova Iorque
- Fort Lauderdale International Film Festival
- Telluride Horror Show

## França
- Festival de cinema de Cannes
- Festival Biarritz Amérique Latine
- Festival de Cinema Latino-Americano de Toulouse
- Festival de cinema americano de Deauville
- Festival de cinema italiano de Villerupt
- Festival de cinema de animação de Annecy
- Festival do cinema mudo e piano de Anères
- Festival de Cinema Fantástico de Avoriaz
- Festival de cinema de mulheres de Créteil
- Festival de cinema policial de Cognac
- Fantastic'Arts : O Festival de cinema fantástico de Gérardmer
- Semana do cinema britânico de Abbeville
- Festival dos três continentes em Nantes
- Festival de cinema da Irlande e da Grã-Bretanha em Cherbourg-Octeville
- Festival de Clermont Ferrand
- Festival de cinema asiático de Deauville
- Festival de cinema nórdico - (Rouen)
- Festival de cinema italiano de Annecy
- Festival de cinema de Amiens
- My French Film Festival (MyFrenchFilmFestival)[6]

## Holanda
- Festival Internacional de Cinema de Roterdão

## Inglaterra
- Festival Internacional de Cinema de Bradford
- Bradford Animation Festival
- London FrightFest Film Festival
- Festival de Cinema de Birmingham
- Watersprite Film Festival

## Itália
- Festival Internacional de Cinema de Veneza
- Festival de cinema de Nápoles

## Marrocos
- Festival de filmes do mundo
- Festival internacional de cinema de Marrakech

## México
- Macabro Film Festival
- FICUNAM - Festival Internacional de Cine UNAM

## Moçambique
- Dockanema - festival de filmes documentários
- Instidoc - Ciclo do Documentário Institucional

## Portugal
- África Mostra-se - Mostra de Cinema e Cultura Africana
- AnimaPIX - o festival de animação no Pico
- Animatu - Festival Internacional de Cinema de Animação Digital
- FARCUME - Festival Internacional de Curtas Metragens de Faro
- Festival Black & White
- Finisterra Arrábida Film Art & Tourism Festival
- Caminhos do Cinema Português
- Cinanima
- CineEco - Festival Internacional de Cinema Ambiental da Serra da Estrela
- Fantasporto
- Doclisboa
- Fast Forward Portugal - Film Festival
- Festival de Cinema Gay e Lésbico de Lisboa (Queer Lisboa)
- Festival Internacional de Cinema da Figueira da Foz
- Curtas Vila do Conde - Festival Internacional de Cinema
- Festival Internacional de Curtas-Metragens de Évora (FIKE)
- Festival de Cinema Galego e Português
- Festival de Cinema Itinerante da Língua Portuguesa (FESTin)
- Festróia
- Faial Filmes Fest
- IMAGO - Fundão
- IndieLisboa
- INDEX - Festival de Cinema e Experimentação
- Monstra
- Montanha
- Número Festival
- Ovarvídeo
- PAMPIFITAS - Festival Internacional de Cinema da Pampilhosa
- SHORTS@FRINGE - Azores Fringe Festival
- Arouca Film Festival - Festival de Cinema de Arouca
- Doc’s Kingdom, Serpa
- Festival Internacional de Vídeo Universitário
- CAL - Festival Curtas Algarve
- Porto7 – Festival Internacional de Curtas-metragens do Porto
- Córtex - Festival de Curtas Metragens Sintra
- LEFFEST
- Festival Internacional de Cinema de Ambiente da Serra da Estrela
- Festival Internacional de Cinema de Terror de Lisboa (MOTELx)
- Festival Internacional de Documentário de Melgaço
- AVANCA Film Festival
- Encontros de Cinema de Viana do Castelo
- Madeira Fantastic Filmfest
- Porto Femme – Festival Internacional de Cinema
- Festival Luso-Brasileiro de Santa Maria da Feira
- PLAY - Festival Internacional de Cinema Infantil & Juvenil de Lisboa
- 3in1Film Fest[7]
- Family Film Project - Festival Internacional de Cinema

## São Tomé e Príncipe
- São Tomé FestFilm (desde 2014)

## Suíça
- Festival internacional de cinema de Locarno
- Festival internacional de cinema fantástico de Neuchâtel
- Visions du Réel

## Turquia
- Festival Internacional de Cinema de Istambul
- Festival Internacional de Cinema AFM de Istambul, também conhecido como !f Istanbul ou Festival Independente de Cinema If Istambul
- Festival de Cinema de Animação de Istambul
- Festival Internacional de Cinema Altın Koza, também conhecido como Festival Internacional de Cinema de Adana
- Festival Internacional de Cinema de Ancara
- Festival Internacional de Cinema da Eurásia ou Festival Internacional de Cinema de Antália
- Festival de Cinema Laranja de Ouro de Antália
- Festival Internacional de Cinema Feminino Vassoura Voadora (Uçan Süpürge Kadın Filmleri Festivali, em Ancara)